# José Mauro de Vasconcelos
José Mauro de Vasconcelos (* 26. Februar 1920 in Rio de Janeiro; † 24. Juli 1984 in São Paulo) war ein brasilianischer Schriftsteller des 20. Jahrhunderts.

## Leben
Vasconcelos’ Mutter war Indianerin, sein Vater Portugiese. Er studierte Medizin, Jura, Philosophie und Malerei und schlug sich danach als Lehrer und Krankenpfleger bei den Urwaldbewohnern durch. Daneben war er auch zeitweise Fischer und Bananenlader.

## Werk und Stil
Vasconcelos, einer der – im Ausland – meistgelesenen brasilianischen Autoren, brachte es in seiner Heimat nie zu vergleichbarem Ruhm. Vasconcelos ist für seinen einfachen Stil bekannt, der den Leser in eine Welt der Zärtlichkeit und Sensibilität führt. Für die brasilianische Lebenseinstellung so typisch vermag er auch traurige, ja tragische Themen und Ereignisse mit Optimismus zu versehen und mit Humor zu würzen, ohne je im Ton danebenzugreifen.
Sein auch in Brasilien gefeierter Erfolgsroman O Meu Pé de Laranja Lima (1968, dt. unter den Titeln: Wenn ich einmal groß bin bzw. in der Neuausgabe Mein kleiner Orangenbaum) wurde schon 1969 vom brasilianischen Filmemacher Aurélio Teixeira für den Film adaptiert, allerdings bisher nie im Kino umgesetzt. Sehr wohl aber gab es bereits drei Verfilmungen des Buches als Fernsehserien, nämlich 1970 von TV Tupi, 1980 (Remake der vorigen Verfilmung) von der Rede Bandeirantes und schließlich 1998 wiederum durch die Rede Bandeirantes.

## Werke
(Portugiesische Originaltitel – auf Deutsch verlegte Übersetzungen):
- Banana Brava (1942)
- Barro Blanco (1945)
  - deutsch von Marianne Jolowicz: Meine Brüder, der Wind und das Meer, Roman, Paul Zsolnay Verlag & Marion von Schröder Verlag, 1972, ISBN 3-547-79332-7.
  - als dtv Taschenbuch: München 1992, ISBN 3-423-11572-6.
  - Neuausgabe als: Joaninhas Augen, Verlag Urachhaus, Stuttgart 2013, ISBN 978-3-8251-7867-3.
- Longe da Terra (1949)
- Vazante (1951)
- Arara Vermelha (1953)
  - deutsch von Marianne Jolowicz: Ara Ara, Abenteuer im brasilianischen Urwald, Paul Zsolnay Verlag & Marion von Schröder Verlag, 1971.
  - auch erschienen als Roter Ara, Roman, Econ & List Taschenbuch Verlag, 1999, ISBN 3-612-27430-9.
- Arraia de Fogo (1955)
- Rosinha, Minha Canoa (1962)
- Doidão (1969)
- O Garanhão das Praias (1964)
- Coração de Vidro (1964)
- As Confissões de Frei Abóbora (1966)
- O Meu Pé de Laranja Lima (1968).
  - deutsch von Marianne Jolowicz: Wenn ich einmal groß bin, Roman, Paul Zsolnay Verlag & Marion von Schröder Verlag, 1970.
  - als dtv Taschenbuch: München 1972, ISBN 3-423-00864-4.
  - Neuausgabe als: Mein kleiner Orangenbaum, Verlag Urachhaus, Stuttgart 2009, ISBN 978-3-8251-7673-0.
- Rua Descalça (1969)
- O Palácio Japonês (1969)
- Farinha Órfã (1970)
- Chuva Crioula (1972)
- O Veleiro de Cristal (1973)
- Vamos Aquecer o Sol (1974)
- Kuryala, capitão e carajá (1979)
  - deutsch von Sabine Müller-Nordhoff: Die lange Nacht des Häuptlings Kuryala, Otto Maier Ravensburg, 1992. ISBN 3-473-35121-0.